# Länsväg 212
Länsväg 212 är vägen från E22 vid Valdemarsvik ut mot Gryt, i Östergötlands län. Vägen är 22 km lång och slutar vid Fyrudden utanför Gryt i Gryts skärgård. 
Vägen ansluter till E22 men inte till någon annan nummerskyltad väg. Landsvägen är kurvig och går genom Valdemarsvik.

## Historia
Länsväg 212 infördes 1985 på sträckan genom Valdemarsvik. Innan dess var den vägen utan skyltat nummer.
På 1950-talet och 1960-talet syftade vägnumret 212 på sträckan Vreta kloster (vid Ljungsbro) - Hällestad - Igelfors - Regna - Vingåker. Den sträckan är nu övrig länsväg utan skyltat nummer.